# Marko Aho
Marko Aho (ur. 2 lutego 1977) – fiński siatkarz występujący na pozycji atakującego. Jest zawodnikiem fińskiej drużyny Sun Volley Oulu.

## Kluby
- 1996–2006 NaPa
- 2006–2009 Kempeleen Lentopallon
- od 2009 Sun Volley Oulu